# ジョージ・リー (第2代リッチフィールド伯爵)
第2代リッチフィールド伯爵ジョージ・ヘンリー・リー（英語: George Henry Lee, 2nd Earl of Lichfield、1690年3月12日 – 1743年2月15日）は、イングランド貴族。トーリー党所属。1713年から1716年までクアレンドン子爵の儀礼称号を使用した。

## 生涯
初代リッチフィールド伯爵エドワード・ヘンリー・リーとシャーロット・リー（1664年 – 1718年、旧姓フィッツロイ）の息子として、1690年3月12日に生まれた。1716年7月14日に父が死去すると、リッチフィールド伯爵位を継承した。
イングランド民事裁判所のCustos Brevium（秘書職の1つ）を務めた。
1719年、王立音楽アカデミー社に出資した。
1732年8月19日、オックスフォード大学よりD.C.L.の学位を授与された。
1743年2月15日に死去、25日にスペルスベリーで埋葬された。息子ジョージ・ヘンリーが爵位を継承した。

## 家族
1718年5月までにフランシス・ヘイルズ（Frances Hales、1698年頃 – 1769年2月3日、第4代準男爵サー・ジョン・ヘイルズの娘）と結婚、3男5女をもうけた。
- ジョージ・ヘンリー（1718年 – 1772年） - 第3代リッチフィールド伯爵
- ジェームズ・ヘンリー（1742年8月没） - ジブラルタル沖の船上にて死去
- チャールズ・ヘンリー（1740年6月7日没）
- シャーロット（1794年6月19日没） - 1744年10月26日、第11代ディロン子爵ヘンリー・ディロン（英語版）と結婚、子供あり
- メアリー（1758年没） - 1742年7月31日、コスマス・ヘンリー・ジョセフ・ネヴィル（Cosmas Henry Joseph Nevill、1716年 – ?）と結婚、子供あり
- フランシス - 1737年11月9日、第5代ハイド男爵ヘンリー・ハイド（英語版）と結婚
- ハリエット（1726年 – 1752年4月30日） - 1749年5月、第4代ベリュー男爵ジョン・ベリューと結婚、子供あり
- アン（1731年頃 – 1802年12月9日） - 1749年12月17日、第4代クリフォード男爵ヒュー・クリフォードと結婚、子供あり